# Слободянюк Михайло Васильович
Михайло Васильович Слободянюк (нар. 22 березня 1952, місто Новочеркаськ) — український військовик, історик, музейник і громадський діяч. Кандидат історичних наук. Полковник запасу, заступник головного редактора Львівського військово-історичного мілітарного альманаху «Цитаделя», молодший науковий співробітник Центру українських військових традицій і патріотичного виховання НДІ українознавства НОН України, завідувач Музею історії Національної академії сухопутних військ імені гетьмана Петра Сагайдачного. Куратор секції військової емблематики та уніформології Українського геральдичного товариства. Автор семи книг і численних публікацій. 

## Життєпис
З 1969 по 1974 рік навчався в Київському вищому військовому інженерному училищі зв'язку.
У 1974—1989 роках служив у військах Забайкальського військового округу.
З 1989 по 1991 рік — начальник зв'язку 170-го танкового Кіровоградського Червонопрапорного полку 51-ї гвардійської мотострілецької дивізії Прикарпатського військового округу.
У 1991—1994 роках, по закінченню командного факультету Військової Академії зв'язку працював начальником штабу 4999-ї бази зберігання озброєння і техніки (військ зв'язку) у с. Воля-Висоцька Жовківського району (нині — Львівського району) Львівської області.
У 1994—2004 роках — старший офіцер, начальник відділення, заступник начальника Центру територіальної оборони Західного оперативного командування; де займався питаннями створення і розвитку в Україні територіальної оборони.
Після виходу на пенсію, у 2006—2009 роках — завідувач музею Львівського інституту Сухопутних військ Національного університету «Львівська політехніка» (з 1 вересня 2009 року — Академії сухопутних військ імені гетьмана Петра Сагайдачного).
Влітку 2018 року захистив кандидатську дисертацію «Передумови, поява та становлення нарукавної емблематики Сухопутних військ Збройних Сил України».
Станом на листопад 2018 — полковник запасу, заступник головного редактора Львівського військово-історичного мілітарного альманаху «Цитаделя», молодший науковий співробітник Наукового центру Сухопутних військ, завідувач Музею історії Національної академії сухопутних військ імені гетьмана Петра Сагайдачного.

## Громадська діяльність
Куратор секції військової емблематики та уніформології Українського геральдичного товариства.

## Публікації
Автор шести монографій на теми військової історії, символіки та уніформології, автор публікацій у періодичних виданнях «Знак», «Наукові записки Львівського історичного музею», «Цитаделя: Львівський мілітарний альманах», «Народна Армія», «Армія України», Військово-історичний альманах Центрального музею Збройних Сил України, «Однострій» та інших.
Книги
1. Відродження з попелу. Генеза нарукавних емблем Збройних Сил України. Історичний нарис і символіка 66-ї гвардійської механізованої дивізії та 15-ї окремої гвардійської механізованої бригади: Монографія. — Київ, 2005.
2. Сухопутні війська України: Історія та символіка 8-го армійського корпусу. — Львів : Астролябія, 2011. — 226 с. — ISBN 978-966-8657-51-1.
3. Сухопутні війська України: Історія та символіка 13-го армійського корпусу. — Львів : Астролябія, 2012. — 268 с. — ISBN 978-617-664-005-9.
4. З'єднання і військові частини сучасних Збройних Сил України в роки Другої світової війни: Матеріали до формування української військової традиції / Слободянюк М. В., Фешовець О. В. — Львів : Астролябія, 2015. — 216 с. — ISBN 978-617-664-067-7.
5. Сухопутні війська України: Нарукавна символіка (1992—2012) / Михайло Слободянюк. — Львів : Астролябія, 2017. — 286 с. — (Бібліотека «Цитаделі») — ISBN 978-617-664-157-5.
6. Нариси історії Академії сухопутних військ України. // Колективна збірка.
7. Високомобільні десантні (Аеромобільні) війська України. 1991–2017 / Слободянюк М. В., Фешовець О. В. — Львів : Астролябія, 2018. — 200 с. — ISBN 978-617-664-113-1.
8. Без паніки! Як вижити, боротися й перемогти під час бойових дій: Порадник для цивільного населення / Укл. Олександр Дєдик, Михайло Слободянюк, Олег Фешовець. — Львів : Астролябія, 2019. — 160 с. — ISBN 978-617-664-162-9.

Інші основні публікації
1. Нарукавні знаки підрозділів верифікації Збройних Сил України // Знак. — 1996. — Ч. 12. — С. 14.
2. Емблеми 72-ї механізованої дивізії Збройних Сил України // Знак. — 1997. — Ч. 13. — С. 13.
3. Емблематика 93-ї механізованої дивізії // Знак. — 1997. — Ч. 14. — С. 10.
4. Символи ратної слави: емблеми 30-ї танкової дивізії // Знак. — 1998. — Ч. 15. — С. 9.
5. Символіка Внутрішніх військ України // Знак. — 1999. — Ч. 18. — С. 1.
6. Символіка найстаршого військового формування Збройних Сил України // Знак. — 1999. — Ч. 19. — С. 8—9.
7. Перша емблема частин зв'язку Збройних Сил України // Знак. — 2000. — Ч. 20. — С. 10.
8. Емблема українсько-румунсько-угорського батальйону «Тиса» // Знак. — 2000. — Ч. 21. — С. 11.
9. Символ Національної Гвардії України // Знак. — 2000. — Ч. 22. — С. 12.
10. Емблеми українсько-польського батальйону // Знак. — 2001. — 23. — С. 11.
11. Герб бази пунктів управління Західного оперативного командування // Знак. — 2001. — Ч. 24. — С. 7.
12. Штандарти Міністра оборони України та начальника Генерального штабу Збройних Сил України // Знак. — 2001. — Ч. 25. — С. 11.
13. Символіка українських миротворців у Південному Лівані // Знак. — 2002. — Ч. 26. — С. 9.
14. Символіка миротворців у Сьєрра-Леоне // Знак. — 2002. — Ч. 27. — С. 11.
15. Емблема 51-ї окремої механізованої бригади // Знак. — 2002. — Ч. 28. — С. 11.
16. Символи України в пустелі Кувейту // Знак. — 2003. — Ч. 29. — С. 9.
17. Символи українського флоту (спільно з О. Хлобистовим) // Знак. — 2003. — Ч. 29. — С. 10-11.
18. Символіка військових комісаріатів Західного оперативного командування // Знак. — 2003. — Ч. 31. — С. 11.
19. Нарукавна емблема 6-ї окремої механізованої бригади Збройних Сил України в Іраку // Знак. — 2004. — Ч. 32. — С. 11.
20. До питання про створення нарукавної емблеми приналежності військовослужбовців до Збройних Сил України // Знак. — 2004. — Ч. 33. — С. 11.
21. Нарукавна емблема управління Західного оперативного командування // Знак. — 2004. — Ч. 34. — С. 10.
22. Символіка львівських миротворців в Іраку // Знак. — 2005. — Ч. 36. — С. 7.
23. Перший офіційно затверджений герб у Збройних Силах України // Знак. — 2006. — Ч. 38. — С. 4.
24. Символіка Мукачівського ліцею з посиленою військово-фізичною підготовкою // Знак. — 2006. — Ч. 39. — С. 10—11.
25. Відзнаки Головнокомандувача Військово-Повітряних Сил Збройних Сил України // Знак. — 2007. — Ч. 41. — С. 10.
26. Створення системи військової символіки Львівського інституту Сухопутних військ ім. Гетьмана П. Сагайдачного Національного університету «Львівська політехніка» // Знак. — 2008. — Ч. 44. — С. 7.
27. 165-й батальйон матеріально-технічного забезпечення // Знак. — 2008. — Ч. 45. — С. 8—9.
28. Перші спроби введення у Збройних Силах України символіки душпастирської служби // Знак. — 2009. — Ч. 47. — С. 4-5.
29. Атрибуція полотен Ю. Лукашевича методом історико-предметної експертизи // Наукові записки Львівського історичного музею. — 2008. — Вип. XII. 31. Загадка однієї картини (Атрибуція полотна пензля художника Ю. Лукашевича з чинами лейб-гвардії Подольського кирасирського полку із збірки Львівського історичного музею) // Музей XXI століття: актуальні проблеми сьогодення. Матеріали науково-практичної конференції до 115-ї річниці Львівського історичного музею. — Львів, 2008.
30. Метод історико-предметної експертизи батального живопису та фотографій // Цитаделя. — 2009. — Ч. 1. — С. 6—9.
31. Новий Калинів: з історії військового селища // Цитаделя. — 2009. — Ч. 1. — С. 80-85.
32. Дракон з Дрогобича. (Історія і символіка 15-го гвардійського реактивного артилерійського полку) // Цитаделя. — 2009. — Ч. 1. — С. 87—92.